# Thales GS-40
Thales GS-40 тактички радар малог домета, који је намењен за извршавање задатака надзора ваздушног простора и откривање циљева малих одразних површина у свим временским условима.
Систем се може интегрисати и на оклопна возила са балистичком заштитом високог степена.

## Начини примене
- Осматрање и надгледање циљева у непосредном окружењу Ђ
- Откривање и праћење циљева мале одразне површине
- Откривање непријатељске ватре у близини уз прорачун лансирања и тачке пада балистичких пројектила/ракета/бомби
- Осматрање у покрету ради заштите трупа током маршева
- Праћење циљева са високом прецизношћу, ради вођења артиљеријских и ПВО система малог домета.

## Техничке карактеристике
- Опсег фреквенције и радни мод: X опсег/FMCW/AESA
- Инструментална даљина откривања: ≤ 150 km у зависности од радног мода
- Инструментална висина откривања: ≤ 10 km у зависности од радног мода
- Брзина обртаја: до 60 rpm у зависности од радног мода
- Могућност праћења: до 400 циљева истовремено
- Класификација циљева: аутоматска и употребом алгоритама вештачке интелигенције
- Потрошња: < 10 kW